# Gol del secolo

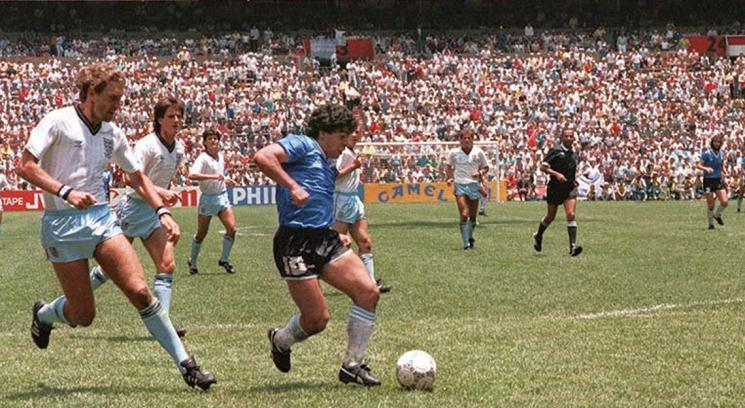
L'argentino Diego Armando Maradona realizza il gol del secolo, il 2-0 all'Inghilterra nei quarti di finale del

Il Gol del secolo (noto altresì come il Più grande gol nella storia della Coppa del Mondo FIFA) è un premio conferito al giocatore autore del più bel gol in un'edizione della Coppa del mondo FIFA, deciso da un sondaggio sul sito internet della FIFA durante il periodo della Coppa del Mondo FIFA 2002.

## Descrizione
A vincere fu il secondo gol di Diego Armando Maradona nei quarti di finale del campionato del mondo 1986 tra l'Argentina e l'Inghilterra, siglato il 22 giugno 1986 allo stadio Azteca di Città del Messico, cinque minuti dopo l'altro famoso e controverso episodio per cui è spesso ricordato, quello della Mano de Dios: a nove minuti dall'inizio del secondo tempo, Héctor Enrique passò la palla a Maradona circa dieci metri all'interno della propria metà campo. Il fantasista e capitano dell'Albiceleste iniziò quindi una corsa di 60 metri in 10 secondi, diritto verso la porta inglese, lasciandosi alle spalle cinque giocatori avversari (Hoddle, Reid, Sansom, Butcher e Fenwick) e alla fine anche il portiere Shilton, prima di depositare in rete il pallone del parziale 2-0 per i suoi.
Viene ricordata in particolare la telecronaca di Victor Hugo Morales; queste le parole pronunciate dal cronista, in diretta, durante la lunga cavalcata del calciatore argentino contro la formazione inglese:
¡Quiero llorar! ¡Dios Santo, viva el fútbol! ¡Golaaaaaaazooooooo! ¡Diegooooooool! ¡Maradona! Es para llorar, perdónenme ... Maradona, en una corrida memorable, en la jugada de todos los tiempos... barrilete cósmico... ¿de qué planeta viniste? ¡Para dejar en el camino a tanto inglés! ¡Para que el país sea un puño apretado, gritando por Argentina!... Argentina 2 - Inglaterra 0... Diegol, Diegol, Diego Armando Maradona... Gracias Dios, por el fútbol, por Maradona, por estas lágrimas, por este Argentina 2 - Inglaterra 0.»
Federico Buffa ha definito questa radiocronaca una «ode al gioco del calcio».
Successivamente, Lineker accorciò le distanze segnando 25 minuti dopo, ma gli inglesi non riuscirono a pareggiare e l'Argentina vinse per 2-1, qualificandosi per la semifinale del torneo. Alla fine la squadra sudamericana si laureò campione del mondo per la seconda volta nella sua storia: fuori dallo stadio fu eretta una statua di Maradona per immortalare il gesto, il quale ha successivamente dichiarato che non avrebbe potuto segnare un gol così bello se non avesse giocato contro l'onesta squadra inglese, che non lo mise a terra come invece avrebbe fatto la maggior parte delle difese.
Nel 2020, in un'intervista al Guardian, Shilton, titolare della porta inglese in quella partita, diede una sua giustificazione all'azione che aveva portato al Gol del secolo, tirando in ballo la precedente Mano de Dios: «Dopo quel primo gol, non eravamo più nello stato d'animo adatto per giocare. Quando sai che qualcuno ti ha fregato e l'ha fatta franca, in una partita fondamentale come quella poi, ti si chiude lo stomaco. Insomma, non eravamo più noi, e abbiamo difeso come abbiamo difeso... Senza contare che Hoddle subì fallo»; nonostante questo pensiero, Shilton riconobbe comunque ogni «merito» a Maradona per aver realizzato un gol del genere.

## Classifica
| Pos. | Calciatore             | Avversario                   | V      |
| ---- | ---------------------- | ---------------------------- | ------ |
| 1    | Diego Armando Maradona | Inghilterra (Messico 1986)   | 18 062 |
| 2    | Michael Owen           | Argentina (Francia 1998)     | 10 631 |
| 3    | Pelé                   | Svezia (Svezia 1958)         | 9 880  |
| 4    | Diego Armando Maradona | Belgio (Messico 1986)        | 9 642  |
| 5    | Gheorghe Hagi          | Colombia (Stati Uniti 1994)  | 9 297  |
| 6    | Saeed Al-Owairan       | Belgio (Stati Uniti 1994)    | 6 756  |
| 7    | Roberto Baggio         | Cecoslovacchia (Italia 1990) | 6 694  |
| 8    | Carlos Alberto         | Italia (Messico 1970)        | 5 388  |
| 9    | Lothar Matthäus        | Jugoslavia (Italia 1990)     | 4 191  |
| 10   | Vincenzo Scifo         | Uruguay (Italia 1990)        | 2 935  |